# 와가스
《와가스》(필리핀어: Wagas)는 2013년부터 현재까지 방영된 필리핀의 드라마선집이다. 2013년 2월 9일 GMA 뉴스 TV에서 처음 방송되었다.

## 같이 보기
- GMA 뉴스 TV